# Stopplaats Usselo
Stopplaats Usselo was een halte aan de voormalige spoorlijn Boekelo - Enschede tussen Boekelo en Enschede-Noord. De halte bestond slechts uit een perron en een wachthuisje langs het spoor. De stopplaats bij het dorp Usselo van de Geldersch-Overijsselsche Lokaalspoorweg-Maatschappij was geopend van 5 maart 1886 tot aan 22 mei 1932.